# Chelymorpha cribraria
Chelymorpha cribraria (лат.) — вид жуков из подсемейства щитовок из семейства листоедов. Обитают в Неотропиках.

## Полиморфизм
Chelymorpha cribraria чрезвычайно полиморфен по окраске (Vasconcellos-Neto 1988), и большинство цветовых форм были описаны как отдельные виды. До сих пор во Флориде были найдены только две цветные формы. Наиболее распространенная цветовая форма во Флориде двухцветная, с переднеспинкой чёрного цвета и надкрыльями кирпично-красного или коричневого цвета. Гораздо реже встречается цветовая форма, имеющая коричневый основной цвет с металлическими отблесками, многочисленными черными крапинками и продольными красными полосами на надкрыльях.
Во Флориде зарегистрированы два вида (Blatchley 1924): Chelymorpha cassidea (Fabricius) и Chelymorpha geniculata Boheman. Эндемик Флориды Chelymorpha geniculata имеет пеструю таксономическую историю. Его часто считают либо синонимом, либо подвидом Chelymorpha cassidea (Balbaugh & Hays 1972). Оба равномерно коричнево-коричневого цвета с 12-14 черными пятнами на надкрыльях и от четырёх до шести на переднеспинке.
Васконселлос-Нето (1988) представил модель состоящую из шести тесно связанных генов, ответственных за цвет у C. cribraria. Он нашел восемь цветных форм произведенный от 21 генотипа, и предположил, что устойчивый полиморфизм у C. cribraria сохраняется «…путем отбора через визуально ориентированных хищников.»
Взрослые C. cribraria менее интересные для некоторых хищников. В Бразилии C. cribraria, по-видимому, принадлежит по меньшей мере к шести различным группам мимикрии с двумя-четырьмя видами жуков в каждой группе.

## Биология
Буцци (1988) о C. cribraria — яйца клеятся к листьям растения-хозяина гроздьями; вылупляясь через шесть-восемь дней. Есть пять личиночных возрастов. Время пребывания в личиночной стадии колеблется от 13 до 18 дней. Личинки обладают фекальной вилкой и носят свои фекалии на теле. Считается, что этот камуфляж обеспечивает защиту от хищников и паразитоидов. Окукливание, которое проходит на растении-хозяине и под фекальным щитом, длится от восьми до 10 дней. Самки живут в среднем шесть месяцев и откладывают около 1500 яиц.

## Растения-дома
Chelymorpha cribraria была зарегистрирована в Неотропиках на нескольких видах Ипомея (ipomoea)
Из рода Вьюнковых таких как ipomoea cairica (L.) Sweet. По., ipomoea cardiophylla Gray и Сладкий картофель — (ipomoea batatas). Во Флориде он был собран на различных Импомеях, но только два из них были идентифицированы как вид ipomoea indica (Burm. f.) Мерр. и ipomoea pes-capre (L.) R. Br. Две Ипомеи из списка растений Флориды, находятся под угрозой исчезновения, ipomoea microdactyla Griseb. и ipomoea tensuissima Choisy (Coile 1994), встречаются в районах, где установлена C. cribraria.

## Место обитания
Chelymorpha cribraria распространены в Карибском регионе, Центральной Америке, Северной Америке и Южной Америке.